# جامع العلي (الأنبار)
جامع العلي من مساجد العراق الحديثة، ويقع  قرب مدرسة حسان بن ثابت، في قضاء الرمادي في محافظة الأنبار، وبني في عام 1416 هـ/1996م، وتبلغ مساحتهُ 1200م2، ويحتوي الحرم على مصلى واسع تبلغ مساحتهُ 1000م2 ويتسع لأكثر من 1000 مصل، وتعلو الحرم منارة مئذنة أسطوانية وبجانبها قبة خضراء اللون، وفيهِ محفل للقراء ومنبر للخطابة صنع كلاهما من الخشب الصاج، وتقام في المسجد صلاة الجمعة وصلاة العيدين، والصلوات الخمس، وفي الجامع قاعة مخصصة للمناسبات الدينية، ويحيط مبنى الحرم ساحة وحديقة واسعة، ومقابل الحرم طرمة مسقفة، وتم ترميم الجامع عام 2005م.